# Arubaanse Voetbal Bond
De Arubaanse Voetbal Bond (AVB) is de Arubaanse voetbalbond. De bond werd op 29 januari 1932 en is sinds 1988 lid van de mondiale voetbalbond FIFA.
De AVB organiseert landelijke competities, bekertoernooien, evenementen en coördineert de nationale elftallen. Begin 2020 startte de AVB, als eerste in het Caribisch gebied, met een voetbalacademie die voorziet in jeugdopleidingen in de categorieën Onder-13, Onder-15, Onder-17 en Onder-20. Oud-international David Abdul werd aangesteld als coördinator van de academie, maar is inmiddels technisch manager van de bond.

## Organisatie
Het hoofdkantoor van de AVB is gehuisvest in Noord.
| Naam                    | Rol                     | Sinds                   |
| Raad van Commissarissen | Raad van Commissarissen | Raad van Commissarissen |
| ----------------------- | ----------------------- | ----------------------- |
| Egbert Laclé            | Voorzitter              |                         |
| Geentanjali Khemlani    | Vice-voorzitter         |                         |
| Raymbert Bikker         | Commissaris             |                         |
| Jomar Boekhoudt         | Commissaris             |                         |
| Howard Hart             | Commissaris             |                         |
| Devin de Veer           | Commissaris             |                         |
| Mildred Wever           | Commissaris             |                         |

Laatste update: 15 november 2024

## Nationale competities

### Mannenvoetbal
Bij de mannen is de voetbalcompetitie voor de eerste elftallen (standaardelftallen) van een club als volgt opgezet:
| Niveau | Naam           | Naam           | Naam           | Divisie/Klasse          | Divisie/Klasse          | Divisie/Klasse          | Divisie/Klasse          | Divisie/Klasse          | Divisie/Klasse          | Divisie/Klasse          | Divisie/Klasse          | Divisie/Klasse          | Divisie/Klasse          | Divisie/Klasse          | Divisie/Klasse          | Divisie/Klasse          | Divisie/Klasse          | Divisie/Klasse          | Divisie/Klasse          | Divisie/Klasse          | Divisie/Klasse          | Divisie/Klasse          | Divisie/Klasse          | Divisie/Klasse          | Divisie/Klasse          | Divisie/Klasse          | Divisie/Klasse          |
| ------ | -------------- | -------------- | -------------- | ----------------------- | ----------------------- | ----------------------- | ----------------------- | ----------------------- | ----------------------- | ----------------------- | ----------------------- | ----------------------- | ----------------------- | ----------------------- | ----------------------- | ----------------------- | ----------------------- | ----------------------- | ----------------------- | ----------------------- | ----------------------- | ----------------------- | ----------------------- | ----------------------- | ----------------------- | ----------------------- | ----------------------- |
| 1      | Division Honor | Division Honor | Division Honor | Division Honor 10 clubs | Division Honor 10 clubs | Division Honor 10 clubs | Division Honor 10 clubs | Division Honor 10 clubs | Division Honor 10 clubs | Division Honor 10 clubs | Division Honor 10 clubs | Division Honor 10 clubs | Division Honor 10 clubs | Division Honor 10 clubs | Division Honor 10 clubs | Division Honor 10 clubs | Division Honor 10 clubs | Division Honor 10 clubs | Division Honor 10 clubs | Division Honor 10 clubs | Division Honor 10 clubs | Division Honor 10 clubs | Division Honor 10 clubs | Division Honor 10 clubs | Division Honor 10 clubs | Division Honor 10 clubs | Division Honor 10 clubs |
| 2      | Division Uno   | Division Uno   | Division Uno   | Division Uno A 7 clubs  | Division Uno A 7 clubs  | Division Uno A 7 clubs  | Division Uno A 7 clubs  | Division Uno A 7 clubs  | Division Uno A 7 clubs  | Division Uno A 7 clubs  | Division Uno A 7 clubs  | Division Uno A 7 clubs  | Division Uno A 7 clubs  | Division Uno A 7 clubs  | Division Uno A 7 clubs  | Division Uno B 8 clubs  | Division Uno B 8 clubs  | Division Uno B 8 clubs  | Division Uno B 8 clubs  | Division Uno B 8 clubs  | Division Uno B 8 clubs  | Division Uno B 8 clubs  | Division Uno B 8 clubs  | Division Uno B 8 clubs  | Division Uno B 8 clubs  | Division Uno B 8 clubs  | Division Uno B 8 clubs  |

Daarnaast organiseert de AVB ook de volgende competities, toernooien en finales:
- Torneo Copa Betico Croes
- Onder-20 competitie
- Onder-17 competitie
- Onder-15 competitie
- Onder-13 competitie (Goud, Zilver, Brons)
- Onder-11 competitie (Goud, Zilver, Brons)
- Onder-9 competitie (Goud, Zilver, Brons)

### Vrouwenvoetbal
| Niveau | Naam           | Naam           | Naam           | Divisie/Klasse         | Divisie/Klasse         | Divisie/Klasse         | Divisie/Klasse         | Divisie/Klasse         | Divisie/Klasse         | Divisie/Klasse         | Divisie/Klasse         | Divisie/Klasse         | Divisie/Klasse         | Divisie/Klasse         | Divisie/Klasse         | Divisie/Klasse         | Divisie/Klasse         | Divisie/Klasse         | Divisie/Klasse         | Divisie/Klasse         | Divisie/Klasse         | Divisie/Klasse         | Divisie/Klasse         | Divisie/Klasse         | Divisie/Klasse         | Divisie/Klasse         | Divisie/Klasse         |
| ------ | -------------- | -------------- | -------------- | ---------------------- | ---------------------- | ---------------------- | ---------------------- | ---------------------- | ---------------------- | ---------------------- | ---------------------- | ---------------------- | ---------------------- | ---------------------- | ---------------------- | ---------------------- | ---------------------- | ---------------------- | ---------------------- | ---------------------- | ---------------------- | ---------------------- | ---------------------- | ---------------------- | ---------------------- | ---------------------- | ---------------------- |
| 1      | Division Damas | Division Damas | Division Damas | Division Damas 5 clubs | Division Damas 5 clubs | Division Damas 5 clubs | Division Damas 5 clubs | Division Damas 5 clubs | Division Damas 5 clubs | Division Damas 5 clubs | Division Damas 5 clubs | Division Damas 5 clubs | Division Damas 5 clubs | Division Damas 5 clubs | Division Damas 5 clubs | Division Damas 5 clubs | Division Damas 5 clubs | Division Damas 5 clubs | Division Damas 5 clubs | Division Damas 5 clubs | Division Damas 5 clubs | Division Damas 5 clubs | Division Damas 5 clubs | Division Damas 5 clubs | Division Damas 5 clubs | Division Damas 5 clubs | Division Damas 5 clubs |

Daarnaast organiseert de AVB ook de volgende competities, toernooien en finales:
- Onder-17 competitie

## Nationale elftallen
De AVB is de organisatie die het Arubaans Mannenelftal, Arubaans Vrouwenelftal, Arubaans Olympisch elftal en alle nationale jeugdelftallen onder zich heeft. Marvic Bermúdez is bondscoach van het mannenelftal, terwijl Arjan van der Laan de leiding heeft over het vrouwenelftal.